# Ophioglossum engelmannii
Ophioglossum engelmannii är en låsbräkenväxtart som beskrevs av Karl Anton Eugen Prantl. Ophioglossum engelmannii ingår i släktet ormtungor, och familjen låsbräkenväxter. Inga underarter finns listade i Catalogue of Life.